# Powiat Neustadt an der Waldnaab
Powiat Neustadt an der Waldnaab (niem. Landkreis Neustadt an der Waldnaab, Landkreis Neustadt a.d.Waldnaab) – powiat w Niemczech, w kraju związkowym Bawaria, w rejencji Górny Palatynat, w regionie Oberpfalz-Nord.
Siedzibą powiatu Neustadt an der Waldnaab jest miasto Neustadt an der Waldnaab.

## Podział administracyjny
W skład powiatu Neustadt an der Waldnaab wchodzi:
- osiem gmin miejskich (Stadt)
- dwanaście gmin targowych (Markt)
- 18 gmin wiejskich (Gemeinde)
- osiem wspólnot administracyjnych (Verwaltungsgemeinschaft)
- dwa obszary wolne administracyjnie (gemeindefreies Gebiet)

Miasta:
| Lp. | Nazwa miasta                | Ludność (31 grudnia 2011) | Powierzchnia km² |
| --- | --------------------------- | ------------------------- | ---------------- |
| 1   | Eschenbach in der Oberpfalz | 4.121                     | 35,16            |
| 2   | Grafenwöhr                  | 6.718                     | 216,24           |
| 3   | Neustadt am Kulm            | 1.226                     | 20,30            |
| 4   | Neustadt an der Waldnaab    | 5.809                     | 9,94             |
| 5   | Pleystein                   | 2.552                     | 36,10            |
| 6   | Pressath                    | 4.332                     | 66,31            |
| 7   | Vohenstrauß                 | 7.827                     | 74,90            |
| 8   | Windischeschenbach          | 5.130                     | 36,38            |

Gminy targowe:
| Lp. | Nazwa gminy targowej | Ludność (31 grudnia 2011) | Powierzchnia km² |
| --- | -------------------- | ------------------------- | ---------------- |
| 1   | Eslarn               | 2.800                     | 55,24            |
| 2   | Floß                 | 3.458                     | 54,41            |
| 3   | Kirchenthumbach      | 3.261                     | 73,19            |
| 4   | Kohlberg             | 1.262                     | 33,52            |
| 5   | Leuchtenberg         | 1.255                     | 32,37            |
| 6   | Luhe-Wildenau        | 3.375                     | 38,66            |
| 7   | Mantel               | 2.939                     | 16,79            |
| 8   | Moosbach             | 2.479                     | 64,32            |
| 9   | Parkstein            | 2.288                     | 27,17            |
| 10  | Tännesberg           | 1.486                     | 46,57            |
| 11  | Waidhaus             | 2.352                     | 37,00            |
| 12  | Waldthurn            | 2.017                     | 30,97            |

Gminy wiejskie:
| Lp. | Nazwa gminy                | Ludność (31 grudnia 2011) | Powierzchnia km² |
| --- | -------------------------- | ------------------------- | ---------------- |
| 1   | Altenstadt an der Waldnaab | 4.814                     | 22,04            |
| 2   | Bechtsrieth                | 1.082                     | 4,78             |
| 3   | Etzenricht                 | 1.583                     | 13,60            |
| 4   | Flossenbürg                | 1.651                     | 23,24            |
| 5   | Georgenberg                | 1.405                     | 33,43            |
| 6   | Irchenrieth                | 1.172                     | 5,27             |
| 7   | Kirchendemenreuth          | 879                       | 39,30            |
| 8   | Pirk                       | 1.785                     | 26,17            |
| 9   | Püchersreuth               | 1.610                     | 25,21            |
| 10  | Schirmitz                  | 2.048                     | 4,96             |
| 11  | Schlammersdorf             | 882                       | 20,35            |
| 12  | Schwarzenbach              | 1.174                     | 11,90            |
| 13  | Speinshart                 | 1.123                     | 23,76            |
| 14  | Störnstein                 | 1.474                     | 10,92            |
| 15  | Theisseil                  | 1.231                     | 21,40            |
| 16  | Trabitz                    | 1.318                     | 26,96            |
| 17  | Vorbach                    | 1.032                     | 13,52            |
| 18  | Weiherhammer               | 3.811                     | 39,89            |

Wspólnoty administracyjne:
| Lp. | Nazwa wspólnoty administracyjnej | Ludność (31 grudnia 2011) | Powierzchnia km² | Liczba gmin |
| --- | -------------------------------- | ------------------------- | ---------------- | ----------- |
| 1   | Eschenbach in der Oberpfalz      | 6.470                     | 79,22            | 3           |
| 2   | Kirchenthumbach                  | 5.175                     | 107,02           | 3           |
| 3   | Neustadt an der Waldnaab         | 7.482                     | 123,99           | 3           |
| 4   | Pleystein                        | 3.957                     | 89,53            | 2           |
| 5   | Pressath                         | 6.824                     | 104,90           | 3           |
| 6   | Schirmitz                        | 6.087                     | 41,20            | 4           |
| 7   | Tännesberg                       | 2.741                     | 79,84            | 2           |
| 8   | Weiherhammer                     | 6.656                     | 87,01            | 3           |

Obszary wolne administracyjnie:
| Lp. | Nazwa obszaru      | Ludność (31.12.2011) | Powierzchnia km² |
| --- | ------------------ | -------------------- | ---------------- |
| 1   | Manteler Forst     | niezamieszkany       | 36,47            |
| 2   | Speinsharter Forst | niezamieszkany       | 11,25            |

## Zmiany administracyjne
- 1 sierpnia 2013
  - rozwiązano obszar wolny administracyjnie Michlbach